# Rhyacia lhassen
Rhyacia lhassen là một loài bướm đêm trong họ Noctuidae.